# Macintosh IIvi
Il Macintosh IIvi (venduto anche come Macintosh Performa 600) è un personal computer progettato, prodotto e venduto da Apple dal settembre 1992 al febbraio 1993. L'IIvi è stato introdotto insieme al Macintosh IIvx, utilizzando un processore più lento (16 MHz vs. 32 MHz) e nessuna unità in virgola mobile. I modelli Performa 600 erano degli IIvi rimarchiati e con la CPU a 32 MHz dell'IIvx. L'IIvi era, su alcuni benchmark, più veloce dell'IIvx. È l'unico modello della famiglia Macintosh II ad essere marchiato Performa.
Questo modello è stato interrotto quattro mesi dopo la sua introduzione, quando il Macintosh Centris 650 è stato introdotto a un prezzo simile.